# Шипино (Архангельська область)
Шипино (рос. Шипино) — присілок в Ленському районі Архангельської області Російської Федерації.
Населення становить 6 осіб. Входить до складу муніципального утворення Сойгинське поселення.

## Історія
Від 2004 року входить до складу муніципального утворення Сойгинське поселення.

## Населення
| 2002 | 2010 | 2012 |
| ---- | ---- | ---- |
| 8    | ↘7   | ↘6   |